# Reduccionisme

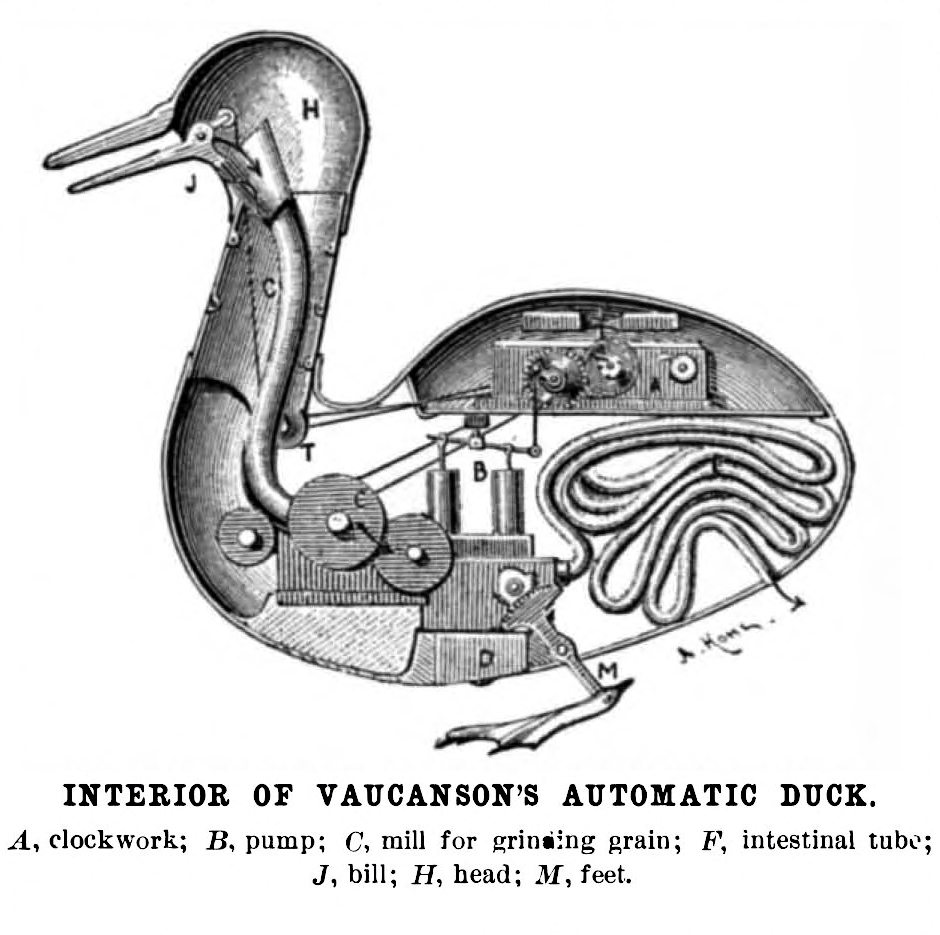
René Descartes, a De homine (1662), afirmava que els animals no humans es podien explicar de manera reductiva com autòmats⁣; com a versions més mecànicament complexes d'aquest ànec digeridor

El reduccionisme és la concepció filosòfica segons la qual hi ha fenòmens que es poden descriure en termes de fenòmens més simples i fonamentals. També es descriu com una posició intel·lectual i filosòfica segons la qual qualsevol sistema o entitat complexa es pot entendre i analitzar millor si es descompon en els elements que la formen, ja que tot conjunt s'explica per les propietats dels seus components.
El reduccionisme pot ser ontològic (creure que realment es pot dividir un sistema o que tot depèn d'un sol principi, com l'arque) o teòric (implica actuar com si es pogués fer, independentment que es pugui dur a terme o no, per qüestions d'anàlisi). Cert reduccionisme és necessari per a la ciència, ja que no es pot operar amb la totalitat del coneixement alhora.
Molts filòsofs contemporanis argumenten que qualsevol problema filosòfic és en el fons un problema de llenguatge, participant aleshores del reduccionisme.
Despectivament, pot usar-se per indicar que no es tenen en compte tots els vessants d'una qüestió a debat. El seu contrari és l'holisme.

## Definicions
L'Oxford Companion to Philosophy suggereix que el reduccionisme és "un dels termes més utilitzats i maltractats en el lèxic filosòfic" i suggereix una divisió en tres parts:
1. Reduccionisme ontològic : creença que el conjunt de la realitat consta d'un nombre mínim de parts.
2. Reduccionisme metodològic : l'intent científic de donar una explicació en termes d'entitats cada cop més petites.
3. Teoria reduccionista : el suggeriment que una teoria més nova no substitueix ni absorbeix una de més antiga, sinó que la redueix a termes més bàsics. La pròpia reducció de la teoria és divisible en tres parts: traducció, derivació i explicació.

El reduccionisme es pot aplicar a qualsevol fenomen, incloent-hi objectes, problemes, explicacions, teories i significats.
Per a les ciències, l'aplicació del reduccionisme metodològic intenta explicar sistemes sencers en termes de les seves parts individuals, components i les seves interaccions. Per exemple, la temperatura d'un gas es redueix a res més enllà de l'energia cinètica mitjana de les seves molècules en moviment. Thomas Nagel i altres parlen del "reduccionisme psicofísic" (l'intent de reducció dels fenòmens psicològics a la física i la química) i el "reduccionisme fisicoquímic" (l'intent de reducció de la biologia a la física i la química). D'una forma molt simplificada i de vegades controvertida, es diu que el reduccionisme implica que un sistema no és més que la suma de les seves parts.
Tanmateix, una opinió més matisada és que un sistema està compost íntegrament per les seves parts, però el sistema tindrà característiques que cap de les parts té (que, en essència, és la base de l'emergentisme). "El punt de les explicacions mecàniques sol mostrar com les característiques de nivell superior sorgeixen de les peces".
Altres definicions són utilitzades per altres autors. Per exemple, el que John Polkinghorne anomena reduccionisme "conceptual" o "epistemològic" és la definició proporcionada per Simon Blackburn i per Jaegwon Kim: aquella forma de reduccionisme que es refereix a un programa de substitució de fets o entitats. implicats en un tipus de discurs amb altres fets o entitats d'un altre tipus, proporcionant així una relació entre ells. Richard Jones distingeix el reduccionisme ontològic i epistemològic, argumentant que molts reduccionistes ontològics i epistemològics afirmen la necessitat de diferents conceptes per a diferents graus de complexitat alhora que afirmen una reducció de les teories.
La idea de reduccionisme es pot expressar per "nivells" d'explicació, amb nivells superiors reductibles si cal a nivells més baixos. Aquest ús dels nivells de comprensió expressa en part les nostres limitacions humanes per recordar detalls. No obstant això, "la majoria dels filòsofs insistirien que el nostre paper a l'hora de conceptualitzar la realitat [la nostra necessitat d'una jerarquia de "nivells" de comprensió] no canvia el fet que els diferents nivells d'organització en la realitat tenen "propietats" diferents".
El reduccionisme no exclou l'existència del que podríem anomenar fenòmens emergents, però sí implica la capacitat d'entendre aquests fenòmens completament en termes dels processos dels quals estan compostos. Aquesta comprensió reduccionista és molt diferent de l'emergentisme ontològic o fort, que pretén que allò que sorgeix en "emergència" sigui més que la suma dels processos dels quals emergeix, respectivament en sentit ontològic o en sentit epistemològic.

### Reduccionisme ontològic
Richard Jones divideix el reduccionisme ontològic en dos: el reduccionisme de les substàncies (per exemple, la reducció de la ment a matèria) i la reducció del nombre d'estructures que operen a la natura (per exemple, la reducció d'una força física a una altra). Això permet als científics i filòsofs afirmar el primer alhora que són antireduccions respecte al segon.
Nancey Murphy ha afirmat que hi ha dues espècies de reduccionisme ontològic: un que afirma que els tots no són més que les seves parts; i el reduccionisme atomista, afirmant que els tots no són "realment reals". Admet que la frase "realment real" aparentment no té sentit, però ha intentat explicar la suposada diferència entre ambdues.
El reduccionisme ontològic nega la idea d'emergència ontològica i afirma que l'emergència és un fenomen epistemològic que només existeix mitjançant l'anàlisi o la descripció d'un sistema, i que no existeix fonamentalment.
En algunes disciplines científiques, el reduccionisme ontològic pren dues formes: la teoria de la identitat testimonial i la teoria de la identitat tipus. En aquest cas, "token" es refereix a un procés biològic.
El reduccionisme ontològic testimoni és la idea que cada element que existeix és un element suma. Per als elements perceptibles, afirma que cada element perceptible és una suma d'elements amb un grau de complexitat menor. Generalment s'accepta la reducció ontològica simbòlic de coses biològiques a coses químiques.
El reduccionisme ontològic de tipus és la idea que cada tipus d'element és un tipus d'element suma, i que cada tipus d'element perceptible és una suma de tipus d'elements amb un grau de complexitat menor. Sovint es rebutja la reducció de tipus ontològica de coses biològiques a coses químiques.
Michael Ruse ha criticat el reduccionisme ontològic com un argument impropi contra el vitalisme.

### Reduccionisme metodològic
En un context biològic, el reduccionisme metodològic significa intentar explicar tots els fenòmens biològics en termes dels seus processos bioquímics i moleculars subjacents.

### Reduccionisme religiós
Els antropòlegs Edward Burnett Tylor i James George Frazer van utilitzar alguns arguments reduccionistes religiosos.

### Reduccionisme teòric
La reducció de la teoria és el procés pel qual una teoria més general absorbeix una teoria especial. Es pot dividir en traducció, derivació i explicació. Per exemple, tant les lleis de Kepler sobre el moviment dels planetes com les teories del moviment de Galileu formulades per als objectes terrestres són reductibles a les teories newtonianes de la mecànica perquè tot el poder explicatiu de les primeres està continguda dins de les segones. A més, la reducció es considera beneficiosa perquè la mecànica newtoniana és una teoria més general, és a dir, explica més esdeveniments que la de Galileu o la de Kepler. A més de les teories científiques, la reducció de teoria en general pot ser el procés pel qual una explicació subsumeix una altra.

### Reduccionisme matemàtic
En matemàtiques, el reduccionisme es pot interpretar com la filosofia que totes les matemàtiques poden (o haurien de) basar-se en una base comuna, que per a les matemàtiques modernes sol ser la teoria axiomàtica de conjunts. Ernst Zermelo va ser un dels principals defensors d'aquesta opinió; també va desenvolupar gran part de la teoria axiomàtica de conjunts. S'ha argumentat que el mètode generalment acceptat de justificar els axiomes matemàtics per la seva utilitat en la pràctica comuna pot debilitar potencialment l'afirmació reduccionista de Zermelo.
Jouko Väänänen ha defensat la lògica de segon ordre com a fonament per a les matemàtiques en lloc de la teoria de conjunts, mentre que altres han defensat la teoria de categories com a fonament per a certs aspectes de les matemàtiques.
Els teoremes d'incompletitud de Kurt Gödel, publicats el 1931, van provocar dubtes sobre la possibilitat d'assolir una base axiomàtica per a totes les matemàtiques. Qualsevol fonament d'aquest tipus hauria d'incloure axiomes prou potents per descriure l'aritmètica dels nombres naturals (un subconjunt de totes les matemàtiques). No obstant això, Gödel va demostrar que, per a qualsevol sistema axiomàtic enumerable recursivament consistent prou poderós per descriure l'aritmètica dels nombres naturals, hi ha (teòricament model) proposicions veritables sobre els nombres naturals que no es poden demostrar a partir dels axiomes. Aquestes proposicions es coneixen com a proposicions formalment indecidibles. Per exemple, la hipòtesi del continu és indecidible en la teoria de conjunts de Zermelo-Fraenkel tal com mostra Cohen.

### Reduccionisme científic
El pensament i els mètodes reduccionistes formen la base de molts dels temes ben desenvolupats de la ciència moderna, incloent gran part de la física, la química i la biologia molecular. La mecànica clàssica en particular és vista com un marc reduccionista. Per exemple, entenem el sistema solar en termes dels seus components (el sol i els planetes) i les seves interaccions. La mecànica estadística es pot considerar com una conciliació de les lleis termodinàmiques macroscòpiques amb el mètode reduccionista d'explicar les propietats macroscòpiques en termes de components microscòpics, tot i que s'ha argumentat que la reducció de la física "mai arriba a la pràctica".

### Reduccinonisme informàtic
El paper de la reducció en informàtica es pot pensar com una formalització matemàtica precisa i inequívoca de la idea filosòfica del "reduccionisme de teoria". En un sentit general, es diu que un problema (o conjunt) és reductible a un altre problema (o conjunt), si hi ha un mètode computable/viable per traduir les preguntes del primer al segon, de manera que, si hom sap com per resoldre de manera computable/viable el darrer problema, llavors es pot resoldre de manera computable/viable el primer. Per tant, el segon només pot ser almenys tan "difícil" de resoldre com el primer.
La reducció de la informàtica teòrica és generalitzada en tots dos: els fonaments matemàtics abstractes de la computació; i en l'anàlisi de rendiment o capacitat dels algorismes en el món real. Més concretament, la reducció és un concepte fonamental i central, no només en l'àmbit de la lògica matemàtica i la computació abstracta en la teoria de la computabilitat (o recursiva), on assumeix la forma de, per exemple, Reducció de Turing, però també en l'àmbit de la computació del món real en l'anàlisi de la complexitat del temps (o l'espai) d'algorismes, on assumeix, per exemple, la forma de reducció de temps polinomial.

## Criticisme

### Lliure albir
Els filòsofs de la Il·lustració van treballar per aïllar el lliure albir humà del reduccionisme. Descartes va separar el món material de la necessitat mecànica del món del lliure albir mental. Els filòsofs alemanys van introduir el concepte del regne "noumènic" que no es regeix per les lleis deterministes de la naturalesa "fenomènica", on cada esdeveniment està completament determinat per cadenes de causalitat. La formulació més influent va ser d'Immanuel Kant, que va distingir entre el marc determinista causal que la ment imposa al món —l'àmbit fenomènic— i el món tal com existeix per a si mateix, l'àmbit noumènic, que, segons creia, incloïa el lliure albir. Per aïllar la teologia del reduccionisme, els teòlegs alemanys posteriors a la Il·lustració del segle XIX, especialment Friedrich Schleiermacher i Albrecht Ritschl, van utilitzar el mètode romàntic de basar la religió en l'esperit humà, de manera que és el sentiment o la sensibilitat d'una persona sobre les qüestions espirituals que comprenen la religió.

### Causalitat
La comprensió filosòfica més comuna de la causalitat consisteix a reduir-la a una col·lecció de fets no causals. Els opositors a aquestes visions reduccionistes han argumentat que els fets no causals en qüestió són insuficients per determinar els fets causals.
La metafísica d'Alfred North Whitehead s'oposava al reduccionisme. Es refereix a això com la "fal·làcia de la concreció equivocada". El seu esquema era emmarcar una comprensió racional i general dels fenòmens, derivats de la nostra realitat.

### En la ciència
Un terme alternatiu per al reduccionisme ontològic és el fragmentalisme, utilitzat sovint en un sentit pejoratiu. En psicologia cognitiva, George Kelly va desenvolupar l'"alternativisme constructiu" com una forma de psicologia de construcció personal i una alternativa al que considerava "fragmentalisme acumulatiu". Per a aquesta teoria, el coneixement es veu com la construcció de models mentals d'èxit del món exterior, més que l'acumulació de "pepes de veritat" independents. Altres argumenten que l'ús inadequat del reduccionisme limita la nostra comprensió dels sistemes complexos. En particular, l'ecologista Robert Ulanowicz diu que la ciència ha de desenvolupar tècniques per estudiar les maneres en què les escales d'organització més grans influeixen en les més petites, i també les maneres en què els bucles de retroalimentació creen estructura a un nivell determinat, independentment dels detalls a un nivell d'organització inferior. Defensa (i utilitza) la teoria de la informació com a marc per estudiar les propensions als sistemes naturals. Es diu que els límits de l'aplicació del reduccionisme són especialment evidents a nivells d'organització amb més complexitat, incloses les cèl·lules vives, xarxes neuronals, ecosistemes, societat i altres sistemes formats a partir d'assemblatges d'un gran nombre de components diversos enllaçats per múltiples bucles de retroalimentació.